# Хеннингсен, Эрик
Эрик Людвиг Хеннингсен (29 августа 1855, Копенгаген — 28 ноября 1930, там же) — датский художник-реалист, брат художника Франца Хеннингсена.

## Биография
Эрик Хеннингсен родился 29 августа 1855 года в Копенгагене в семье Франца Людвига Хеннингсена (1820-1869), бакалейщика, и Хильды Шарлотты Кристины, урожденной Шу (1824-1880). Он рано проявил свой художественный талант и был отправлен учится к художнику-декоратору А. Хеллесену. 
Он также брал частные уроки рисования у Кристиана Нильсена, а в 1873 году был принят в датскую Королевскую академию изящных искусств.
Он окончил её в 1877 году, и позднее неоднократно получал награды и отличия от Академии, в том числе ежегодную медаль Академии в 1887 и 1890 годах, премию Анчера в 1889 году и стипендию на путешествие в размере 100 датских крон в 1892 году.
Художник путешествовал по Европе, побывал в Германии, Италии, Франции и Нидерландах.
Будучи художником-реалистом, он вступил в датскую художественную группу Bogstaveligheden. Как и их современники в России, передвижники, члены этой группы полагали, что задача художников-реалистов состоит в том, чтобы способствовать улучшению общества, пробуждая в людях лучшие чувства или привлекая их внимание к несправедливостям при помощи картин.
По этой причине, на своих полотнах 1880-х и 1890-х годов, Хеннигсен часто изображал представителей бедных и обездоленных слоёв датского общества (которые в то время ещё имелись в этой стране). Одной из самых известных его картин такого рода стало «Выселение» (1892, Датская национальная галерея). На картине изображена бедная датская семья, которую квартирный хозяин за неуплату выставил из квартиры — зимой, в никуда. В то же время, художник оставался патриотом Дании, что, в сущности, не противоречило, а органически вытекало из его стремления к улучшению жизни народа. Примером таких его настроений является картина «Военный парад» (1888, Датская национальная галерея).
На рубеже веков Хеннингсен писал в основном исторические сцены. Примером может служить его фреска в банкетном зале главного здания кампуса  Копенгагенского университета. На ней изображен банкет на конференции скандинавских ученых, проходившей в Роскилле в 1847 году. Он также завершил начатую другими художниками серию фресок, изображающих историю университета.
В течение двух первых десятилетий XX века он писал в основном жанровые произведения.
В сходной манере и со сходным взглядом на события работал и его брат, художник Франц Хеннингсен.

## Галерея

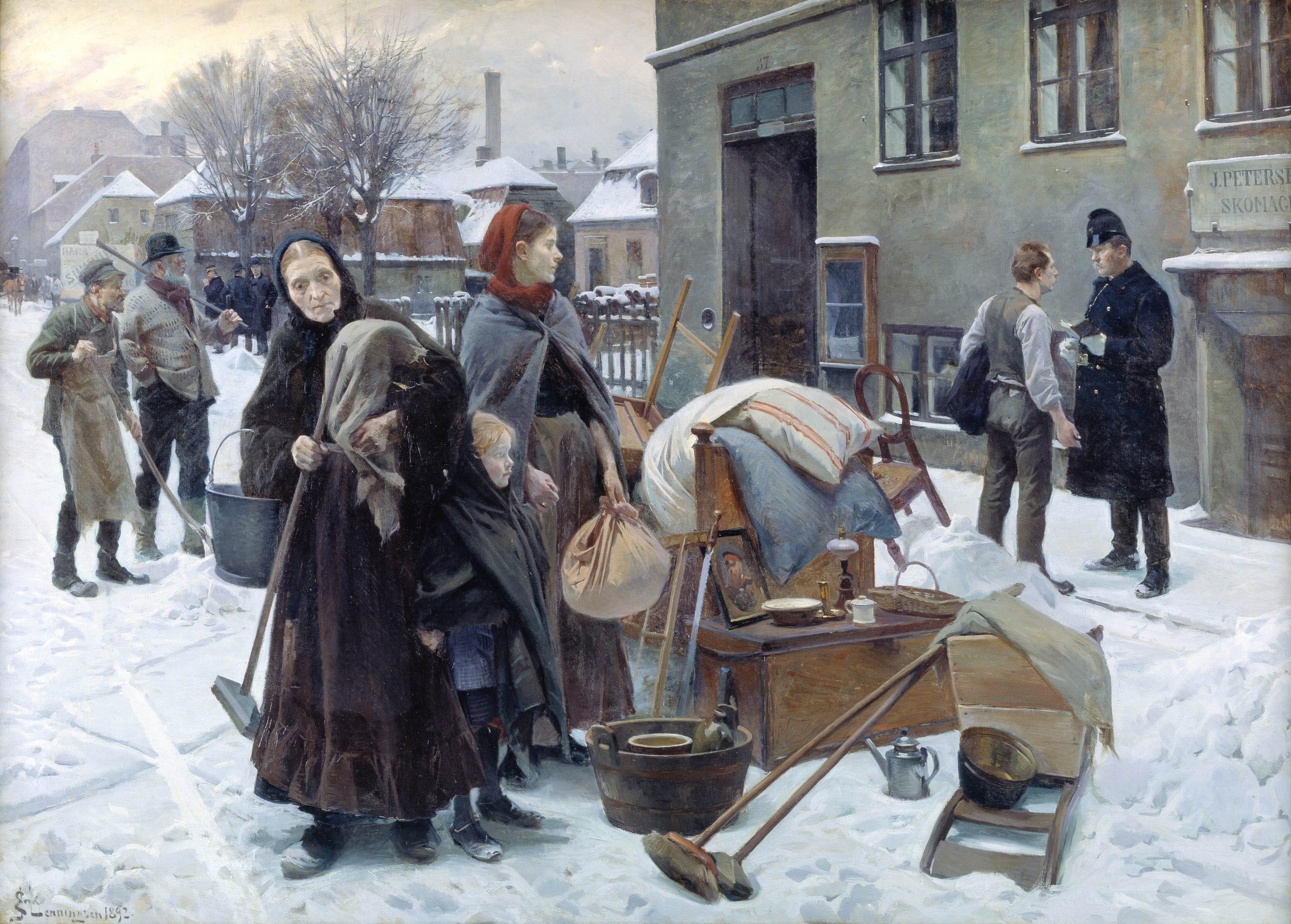
Выселение.
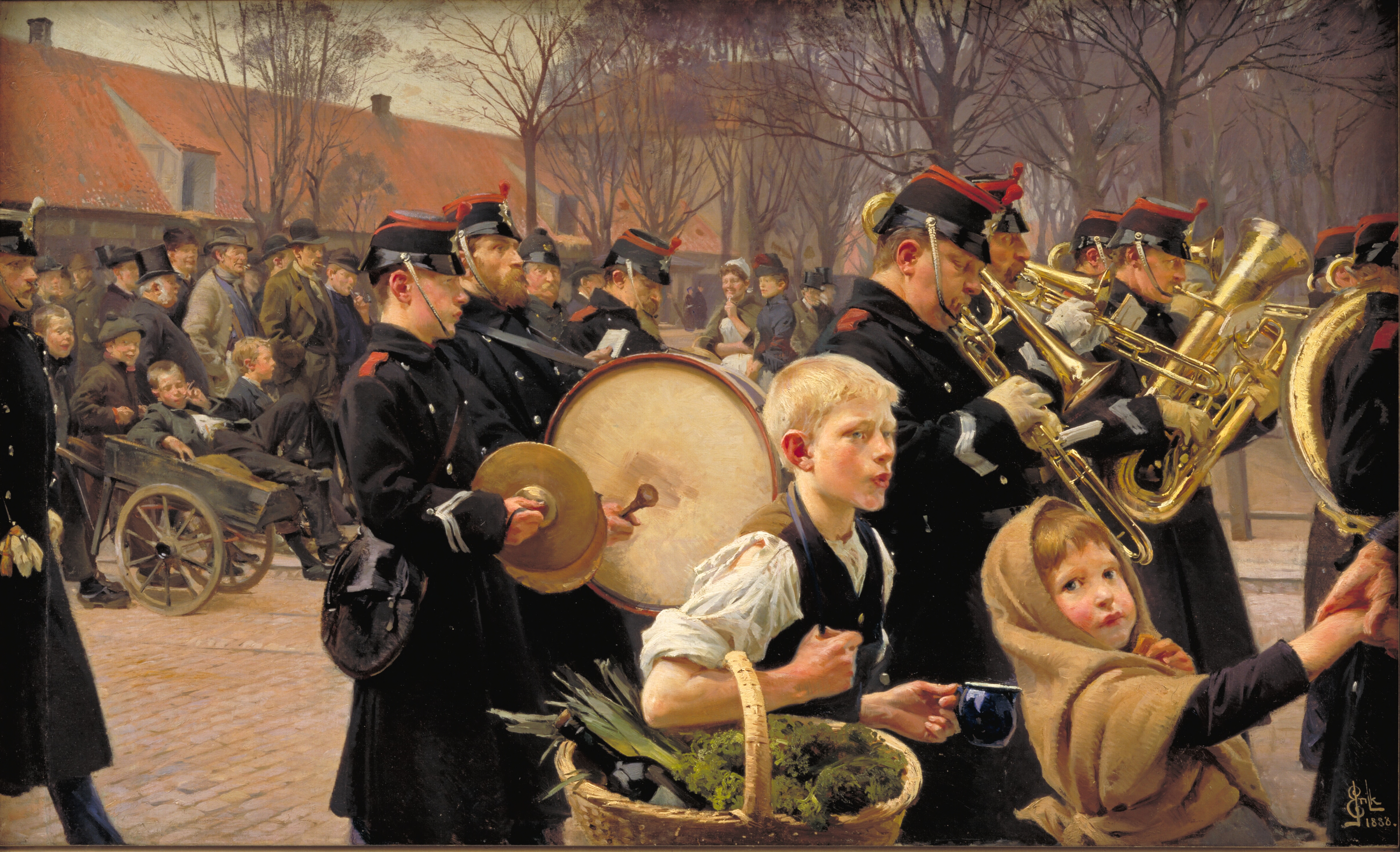
Военный парад.
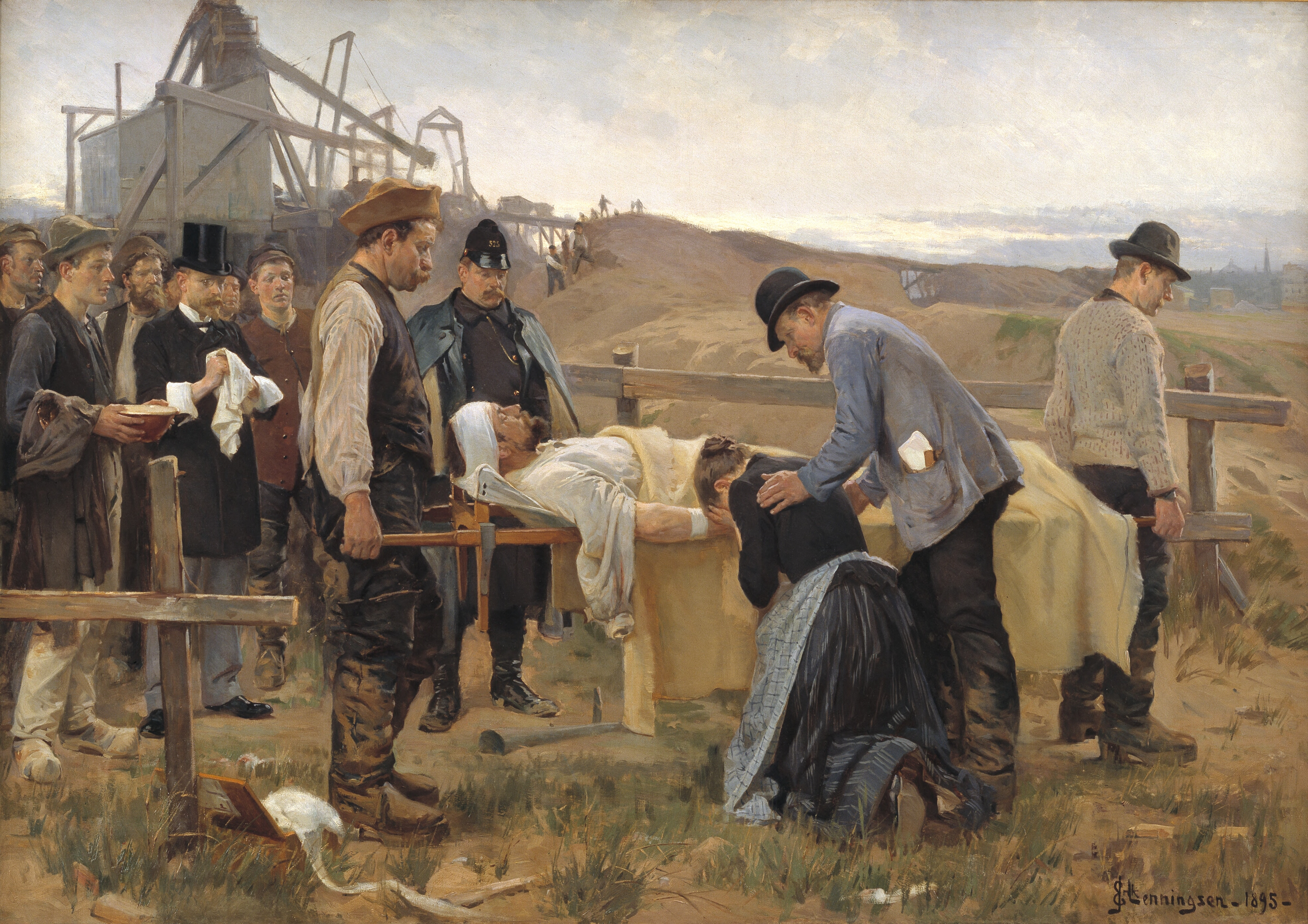
Раненый рабочий (1895).
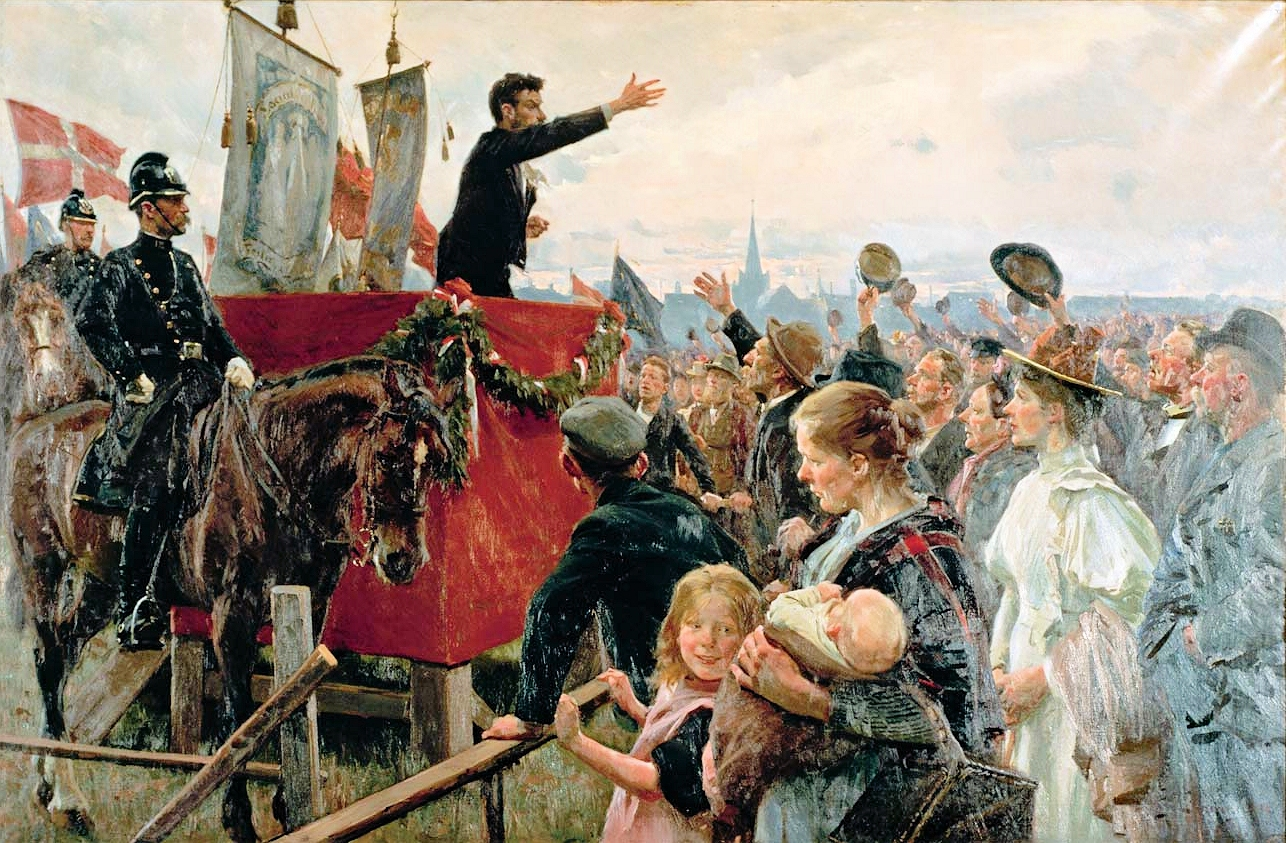
Агитатор (1899).